# Essai sur l'économie de Marx
Essai sur l'économie de Marx est un livre de 1942 sur le philosophe Karl Marx par l'économiste Joan Robinson.

## Résumé
Dans cet ouvrage Joan Robinson se propose de réévaluer les fondements des apports de la théorie marxiste en économie, notamment du livre Das Kapital. Se préoccupant des liens entre épargne et investissement en économie, elle considère que Marx fournit une approche viable avec son schéma de reproduction élargie de l'équilibre entre biens de consommation et d'investissements.

## Accueil
Essai sur l'économie de Marx a reçu une critique positive de l'économiste Eric Roll dans le Yale Law Journal. Roll considère le livre comme important. Il a soutenu que son apparition avec celle de The Theory of Capitalist Development (1942) de l’économiste marxiste Paul Sweezy représentait « un jalon important dans le développement de la pensée économique ». Sweezy décrit le livre comme le premier ouvrage d'une grande économiste britannique à s'intéresser à Marx depuis le XIXe siècle, le qualifiant de « très intéressant ». Le politologue David McLellan a décrit le livre comme « une tentative impressionnante de revitaliser les principales doctrines économiques de Marx ». Suzanne de Brunhoff en livre également une critique en 1973.
L'économiste marxiste Ernest Mandel accuse Robinson d'interprétations erronées de Marx semblables selon lui à celles de l'économiste socialiste Rosa Luxemburg. Il rejette le point de vue de Robinson selon lequel les premier et troisième volumes du Capital de Marx font des hypothèses contradictoires sur les salaires réels. Il fait valoir que Robinson ne parvient pas à comprendre que les premier et troisième volumes sont à des niveaux d'abstraction différents, traitent de questions différentes et formulent des hypothèses différentes afin de clarifier la dynamique spécifique qui permet d'y répondre.